# Chetemu-netjer
Chetemu-netjer ist ein altägyptischer Titel mit zwei verschiedenen Bedeutungen. 

## Hintergrund

### Priesteramt
Im Alten Reich war es die altägyptische Bezeichnung des priesterlichen Balsamierers und ist als Nebentitel der Priesterämter „Hohepriester des Osiris“ und „Hohepriester des Sa-meref“ belegt. Der Titel unterscheidet sich grundlegend vom weltlichen Amt des königlichen Sieglers.  
Das zugehörige Priesteramt wurde in den Totentempeln im Zusammenhang des Osiris-Kultes ausgeübt. Seit dem Mittleren Reich ist das Priesteramt des Chetemu-netjer auch in Abydos belegt.

### Beamtentitel
Der Titel „Chetemu-netjer“ („Gottessiegler“) wird auch von Expeditionsleitern getragen, der schon vereinzelt im Alten Reich verwendet wurde. Im Mittleren Reich hingegen wurde die Verwendung des Titels zur Regel und ist vor allem bei Leitern königlicher Expeditionen auf dem Sinai bezeugt. Es bleibt unsicher, ob mit „Gott“ der König selbst oder eine Gottheit gemeint ist.